# Knopfmangrove

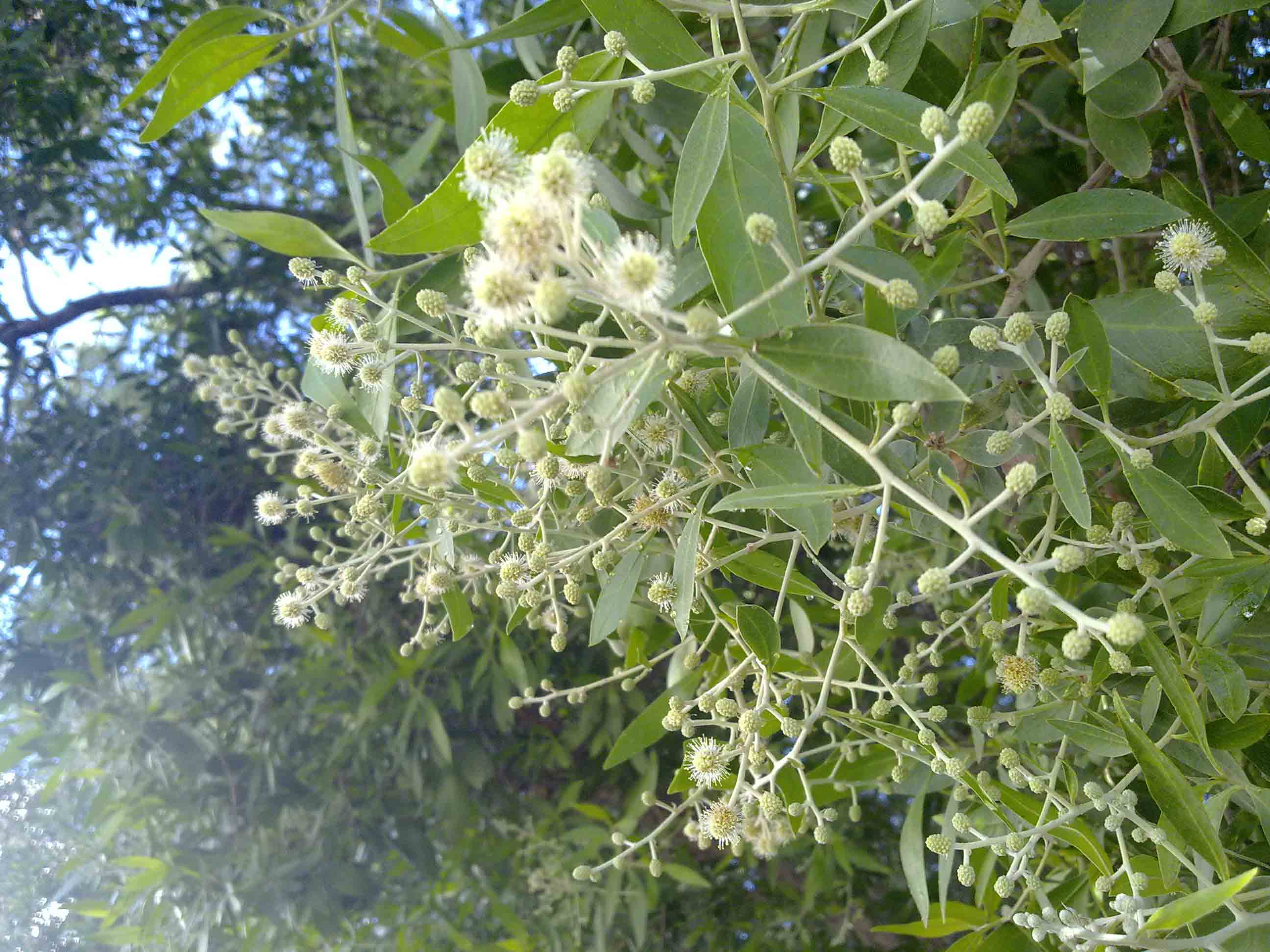
Knopfmangrove (Conocarpus erectus) in Blüte

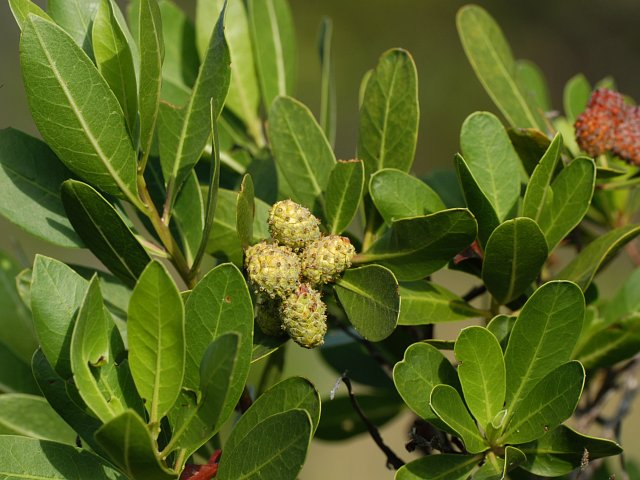
Conocarpus erectus (Combretaceae), weibliche Blütenköpfchen. Ajuruteua-Halbinsel, Bragança, Pará, Brasilien

Die Knopfmangrove (Conocarpus erectus) ist ein salztolerantes Flügelsamengewächs der tropischen Küstengebiete Westafrikas vom Senegal bis Angola, Süd- und Mittelfloridas, der Karibikinseln, sowie der Küste Mittel- und Südamerikas. Im Pazifik liegt das südlichste Vorkommen bei Ecuador und den Galapagosinseln, im Atlantik an der Küste Brasiliens. Die Art kommt eher in Randgebieten von Mangrovenwäldern vor und wächst auch außerhalb der Gezeitenzone. Salzhaltige Böden und salzhaltige Gischt werden allerdings vertragen.

## Beschreibung
Conocarpus erectus ist ein halbimmergrüner und oft mehrstämmiger, bis zu 7–8 Meter hoher Baum mit teils breiter Krone oder ein Strauch mit rissiger, brauner und rauer Borke. Die Knopfmangrove bildet keine Atemwurzeln.
Die einfachen, kurz gestielten, mehr oder weniger filzig behaarten bis fast kahlen Laubblätter sind lanzettlich, elliptisch bis verkehrt-eiförmig und haben einen gerundeten oder spitz zulaufenden Apex; sie sind spiralig angeordnet. Der Blattstiel, mit zwei Drüsen, ist bis 1,5 Zentimeter lang und die ganzrandigen, 1,5–3 Zentimeter breiten Blätter 3,5–8 Zentimeter.
Conocarpus erectus ist funktional zweihäusig diözisch. Der achsel- oder endständige und traubige Blütenstand ist wenig verzweigt. Die funktionell eingeschlechtlichen, sehr kleinen Blüten, mit jeweils einem behaarten, kleinen Deckblatt, mit einfacher Blütenhülle sitzen dichtgedrängt in sehr kleinen zapfen-, köpfchenartigen Strukturen. Das becherförmig verwachsene Perianth aus fünf Kelchblättern ist fünfzipflig, die Kronblätter fehlen. Der bei den männlichen Blüten verkümmerte Fruchtknoten ist unterständig. Die männlichen Blüten besitzen 5–10 vorstehende Staubblättern und die weiblichen 5 Staminodien. Es ist ein gelappter, behaarter Diskus vorhanden.
Die vielen flachen, einzelnen und kurz geflügelten, schuppenförmigen Früchte sind Nüsschen, die beim Zerfallen des kleinen, rot-braunen Fruchtverbandes, Köpfchens freigesetzt werden. Die Früchte sind schwimmfähig.

## Systematik
Die Knopfmangrove gehört zu Gattung Conocarpus in der Familie der Flügelsamengewächse (Combretaceae). Außer Conocarpus erectus gehört nur noch eine weitere Art, Conocarpus lancifolius zu der Gattung. Conocarpus lancifolius kommt nur in einigen Flusstälern im nördlichen Somalia vor.